# 皮爾城堡

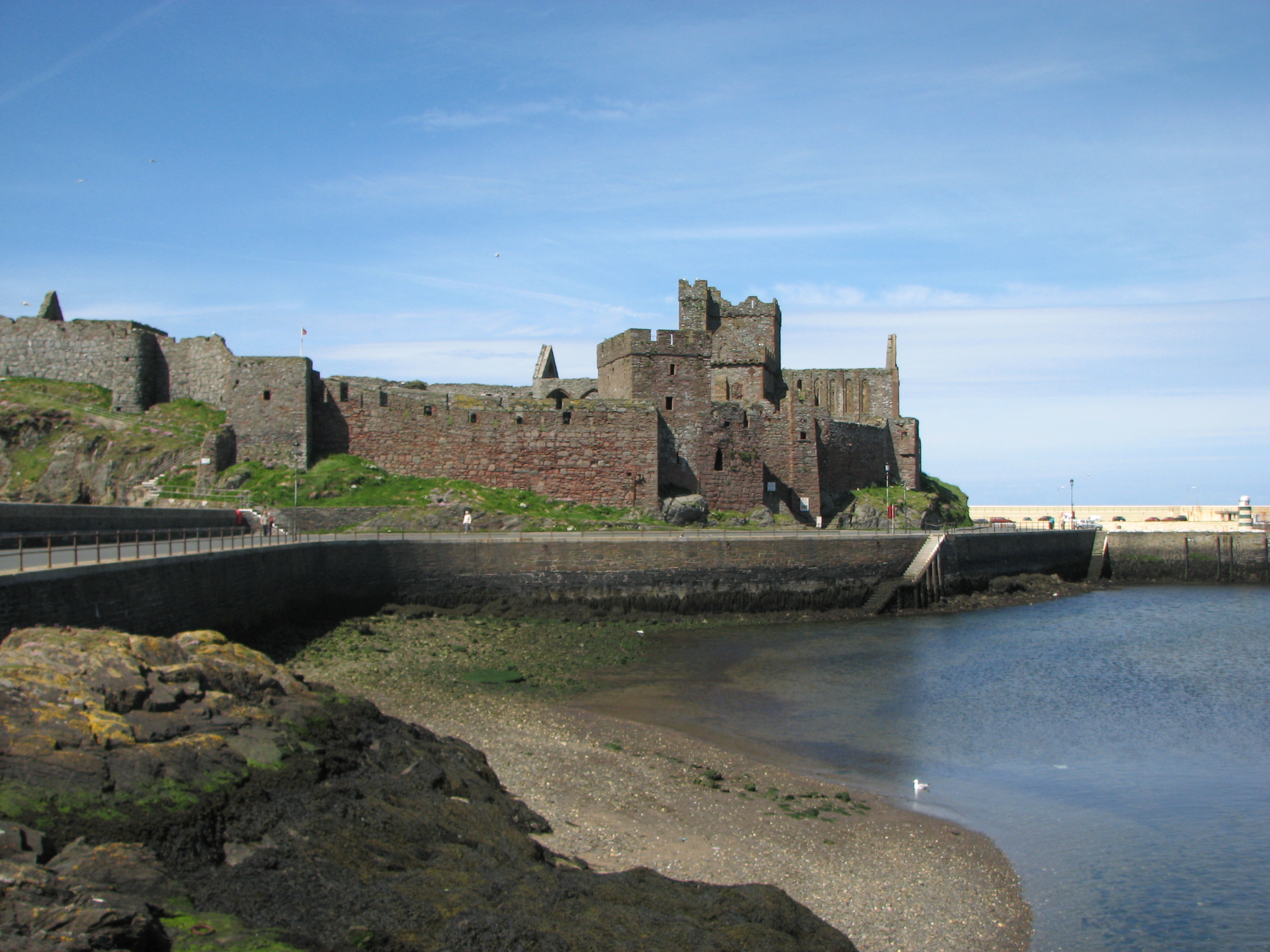
皮爾城堡

皮爾城堡（Peel Castle）是曼島城鎮皮爾的一座城堡。這座城堡最初由維京人修建。現在皮爾城堡由曼島國家名勝古蹟信託所有，並且在夏季對遊客開放。皮爾城堡也出現在10曼島鎊的鈔票上。

## 外部連結
- Peel Castle - Manx National Heritage （页面存档备份，存于）
- Peel Heritage site
- Cathedral of St. German floorplan c.1727 （页面存档备份，存于）
- Isle of Man Guide to Peel Castle （页面存档备份，存于）

54°13′35.22″N 4°41′56.76″W / 54.2264500°N 4.6991000°W